# Arthur Ranc
Pour les articles homonymes, voir Ranc.
Arthur Ranc, né le 20 décembre 1831 à Poitiers et mort le 10 août 1908 à Paris 3e, est un journaliste et essayiste politique, républicain anti-clérical franc-maçon et révolutionnaire français.
Élu, lors des élections municipales à Paris en juillet 1871 au conseil municipal de Paris avec son ami Clemenceau, il participa brièvement à la Commune de Paris avant de s'en éloigner. Il dut néanmoins s'exiler en Belgique après une condamnation, en 1873, par le Conseil de guerre. Amnistié en 1880, il est ensuite élu député puis sénateur, fondant notamment la Société des droits de l'homme et du citoyen. Il est connu pour son engagement dans l'affaire Dreyfus.

## Biographie

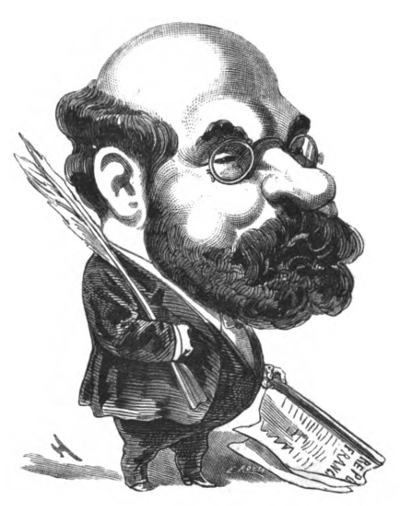
Caricature d'Arthur Ranc parue dans Le Trombinoscope de Touchatout en 1873.

Ranc a d’abord suivi les cours de l’École de droit et à l’École des chartes, avant de débuter dans la carrière politique en prenant part à diverses manifestations démocratiques, entre autres au complot de l’Hippodrome et de l’Opéra-Comique. En décembre 1851, il combat sur les barricades pour s'opposer au coup d’État de Louis-Napoléon Bonaparte, et à l’attentat de Bellemare:507. Il sert d'intermédiaire entre Auguste Blanqui et Giuseppe Mazzini, ce qui lui vaut d'être condamné à un an de prison, pour appartenance à une société secrète:507. Impliqué dans un complot et enfermé à Mazas avec Jules Vallès, il est condamné à la déportation à Lambessa en Algérie en 1854. Il réussit à s'évader et à rejoindre l'Italie, puis la Suisse en 1856. Rentré en France, après l’amnistie de 1859, il écrit tour à tour au Réveil de Delescluze, à La Rue de Vallès, au Nain jaune, au Journal de Paris, à la Cloche, au Réveil, au Diable à quatre, au Courrier du Dimanche où, le ton incisif et les hardiesses de ses polémiques provoquant sans cesse les poursuites contre lui, il est condamné à de multiples amendes et peines de prison pour « incitation à la guerre civile ».
Après la proclamation de la Troisième République, le 4 septembre 1870, il est nommé maire du 9e arrondissement de Paris. Pendant le siège de la capitale, il rejoint en ballon monté Léon Gambetta qui anime une délégation du gouvernement de la Défense nationale à Tours. À la même époque, il est nommé directeur de la Sûreté générale  par ce dernier jusqu'au 6 février 1871. Le 8 février, il est élu député de l'Assemblée nationale, mais en démissionne le 2 mars pour protester contre la signature des préliminaires de paix avec les Allemands. Lors des élections municipales à Paris du 26 mars 1871, il est élu au conseil de la Commune à la presque unanimité des votants du 9e arrondissement, et use de l’autorité que lui donne ce dernier vote pour faire prendre un arrêté garantissant la liberté individuelle et pour obtenir l’élargissement de plus de deux cents prisonniers arrêtés par les ordres du Comité Central. Le 6 avril, il démissionne, pour protester contre le décret sur les otages que vient de prendre la Commune, le dernier des modérés des membres de la Commune. Le drapeau tricolore flottera sur sa mairie jusqu’au 8 avril au soir:503.
Membre de la Ligue d'union républicaine des droits de Paris (avec son ami Clemenceau), il tente de concilier le gouvernement d'Adolphe Thiers et la Commune. Après la Semaine sanglante, il est élu, fin juillet 1871, député du Rhône, lors des élections municipales de Paris, mais la presse de droite l'attaque. Bien que membre démissionnaire de la Commune, qu’il avait vainement essayé de détourner de ses violences, deux ans après, en 1873, au lendemain même de son élection, il doit rejoindre l’exil des communards en Belgique. Le 3e conseil de guerre de Versailles n’hésite pas à le poursuivre, et le condamne à mort par contumace:203.

L’amnistie de 1880, consécutive à la victoire des républicains, lui ayant rouvert les portes de la Patrie, il écrit, le soir même, un article plein d’émotion dans la République française, à laquelle il avait, dans l'intervalle, activement collaboré:489. L’année suivante, il est élu député de gauche de la Seine lors des élections législatives de 1881. En 1888, face au danger du boulangisme, avec Clemenceau et Joffrin, il crée la Société des Droits de l'Homme et du Citoyen contre le césarisme et le plébiscite du général Boulanger : 

« À ces diverses manifestations de l'indignation républicaine provoquée par les débuts du boulangisme, il fallait une conclusion pratique. De tous côtés, on le comprit. D'abord, la jeunesse républicaine s'organisa en Ligue antiplébiscitaire, à laquelle firent aussitôt adhésion tous les républicains du Parlement et de la presse. Une autre Société se fonda bientôt, au milieu d'un profond mouvement d'enthousiasme, entre les nuances les plus diverses et jusqu'alors les plus divisées de l'opinion républicaines. Sur l'appel de MM. Clemenceau, Joffrin et Ranc, la Société des Droits de l'Homme et du Citoyen s'organisait. »

En 1891, il est élu sénateur de la Seine. Il participe à la fondation du groupe de la Gauche démocratique dont il devient le premier président.
Avec Bernard Lazare et Joseph Reinach, il figure parmi les tout premiers à croire en l'innocence d'Alfred Dreyfus. Le 12 février 1898, il défend avec passion et autorité Émile Zola au cours de son procès, à la suite de son J'accuse...!. Lui-même excellent escrimeur, il est le témoin de Georges Clemenceau dans son duel contre Paul Deschanel et celui de Marie-Georges Picquart contre le commandant Hubert-Joseph Henry.
Battu au renouvellement sénatorial de 1900, il retrouve un poste de sénateur de la Corse en 1903. Il poursuit en parallèle son activité d'écrivain et de journaliste. De 1905 à 1908, il remplace Clemenceau à la direction du Journal l'Aurore.
Lors de ses obsèques précédant son inhumation au cimetière du Père-Lachaise,, Marie-Georges Picquart (alors ministre de la guerre), Joseph Reinach, Jean Dupuy et Paul Strauss étaient présents.

## Publications
- Le Roman d'une conspiration, Paris, 1869 (lire en ligne sur Gallica).
- avec Jules-Antoine Castagnary, Paschal Grousset et et Francisque Sarcey, Le Bilan de l'année 1868, politique, littéraire, dramatique, artistique et scientifique, Paris, 1869.
- Sous l'Empire : roman de mœurs politiques et sociales, 1872.
- Une évasion de Lambèse : souvenirs d’un excursionniste malgré lui, Paris, 1877 (lire en ligne sur Gallica).
- Sous l'Empire, mémoires d'un républicain, 1878.
- Arthur Ranc, Souvenirs, correspondance : 1831-1908, Paris, Édouard Cornély, 1913, viii, 524 p., illustr., portr. 19 cm (OCLC 52236797, lire en ligne sur Gallica).
- De Bordeaux à Versailles : L’Assemblée de 1871 et la République, Paris, s. d. (lire en ligne sur Gallica).
- Bagnes d'Afrique : trois transportés en Algérie après le coup d'État du 2 décembre 1851, textes de Pauline Roland, Arthur Ranc, Gaspard Rouffet établis, annotés et présentés par Fernand Rude, F. Maspero, Paris, 1981.

## Odonymie
Il existe depuis 1928 une rue Arthur-Ranc dans le 
18e arrondissement de Paris, voie ouverte sur l’emplacement du bastion 38 de l’enceinte de Thiers.
Il existe aussi des « rue Arthur-Ranc » :
- à Poitiers (ainsi qu’une impasse) ;
- à Saint-Étienne ;
- à Châtellerault ;
- au  Plessis-Robinson.